# آکاسیای آلاتا
آکاسیای آلاتا (نام علمی: Acacia alata) نام یک گونه از سرده آکاسیا است.